# Pegaso Kid
Pegaso Kid è stato un programma televisivo contenitore di cartoni animati (in particolare russi e ungheresi), creato e distribuito dalla Pegaso Inter-Communication S.r.l. nel 1985, che andò in onda in Italia su Telemontecarlo e su varie reti locali fino alla prima metà degli anni novanta.
Nella sigla animata della trasmissione un piccolo Pegaso svolazzava attraverso ambientazioni differenti, dal mondo subacqueo allo spazio. La base musicale di tale sigla era il singolo Favole, cantato da Umberto Balsamo.
La serie comprende 236 episodi, ed in ogni episodio venivano presentate varie puntate delle diverse serie contenute al suo interno, tra cui:
- Filopat e Patafil (in stop motion, proveniente dalla Germania dell'Est)
- Gustavo (Gusztáv) (ungherese);
- Il coniglio dalle orecchie a scacchi (A kockásfülu nyúl) (ungherese);
- Il dottor Bubò (Kérem a következőt!) (ungherese);
- Watoo Watoo (francese).

Diverse di queste serie erano già state trasmesse sulla Rai o sulle emittenti locali in anni precedenti.